# Опасный Джонни
«Опа́сный Джо́нни» — американский комедийный фильм, с элементами гангстерского фильма, выпущенный в 1984. Главную роль в фильме исполнил Майкл Китон, исполнив роль честного, добросердечного человека, которой вынужден стать преступником, чтобы оплачивать медицинские счета своей матери и отправить своего младшего брата в юридическую школу. Также в фильме снялись Мэрилу Хеннер, Питер Бойл, Гриффин Данн и Дэнни ДеВито.

## Сюжет
Разносчик газет Джонни Келли принимает нелёгкое для себя решение: чтобы оплатить медицинские счета своей матери, он начинает работать на гангстера Джоско Данди.
Будучи честным человеком по натуре, Джонни сильно терзается и не раз пытается покончить с ненавистным бизнесом. Но различные обстоятельства вынуждают его возвращаться на преступную тропу. Проходит время, и он сам становится боссом мафии, неуловимым и всесильным.

## В ролях
| Актёр          | Роль                        |
| -------------- | --------------------------- |
| Майкл Китон    | Джонни Келли/Опасный Джонни |
| Джо Пископо    | Дэнни Вермин                |
| Морин Стэплтон | мама Келли                  |
| Мэрилу Хеннер  | Лил                         |
| Питер Бойл     | Джоско Данди                |
| Гриффин Данн   | Томми Келли                 |
| Дэнни ДеВито   | Бурр                        |